# Xysticus altitudinis
Xysticus altitudinis là một loài nhện trong họ Thomisidae.
Loài này thuộc chi Xysticus. Xysticus altitudinis được Gershom Levy miêu tả năm 1976.